# Canton de Viverols
Le canton de Viverols est une ancienne division administrative française située dans le département du Puy-de-Dôme en région Auvergne.

## Géographie
Ce canton est organisé autour de Viverols dans l'arrondissement d'Ambert. Son altitude varie de 600 m (Saint-Just) à 1 229 m (Baffie) pour une altitude moyenne de 920 m.

## Histoire
- De 1833 à 1848, les cantons de Saint-Anthème et de Viverols avaient le même conseiller général. Le nombre de conseillers généraux était limité à 30 par département[1].
- Le redécoupage des arrondissements intervenu en 1926 n'a pas affecté le canton de Viverols.
- Le canton est supprimé à la suite du redécoupage des cantons du Puy-de-Dôme, appliqué le 25 février 2014 par décret. Les 7 communes intègrent le canton d'Ambert[2].

## Représentation

### Conseillers généraux de 1833 à 2015
| Période | Période      | Identité                                        | Étiquette        | Qualité                                                                                   |
| ------- | ------------ | ----------------------------------------------- | ---------------- | ----------------------------------------------------------------------------------------- |
| 1833    | 1836         | Jean-François Imbert (1777-1855)                |                  | Notaire, maire de Viverols                                                                |
| 1836    | 1848         | Mathieu Jean-Baptiste Alcide Perret (1800-1884) |                  | Médecin, juge de paix Maire de Saint-Anthème                                              |
| 1848    | 1867         | Marin Imbert (1807-1877) (fils de J.F.Imbert)   |                  | Juge au Tribunal civil d'Ambert                                                           |
| 1867    | 1883         | Charles Granet                                  | Droite           | Notaire, maire de Viverols                                                                |
| 1883    | 1907 (décès) | Adrien Farjon                                   | Républicain      | Banquier et industriel Député (1889-1902)                                                 |
| 1907    | 1913         | Henry Isaac Gimel (1853-1926)                   | Rad.             | Juge de paix à Arlanc, ancien conseiller d'arrondissement, propriétaire à Viverols        |
| 1913    | 1931         | Emile Champin                                   | Républicain      | Greffier de justice de paix Maire de Viverols                                             |
| 1931    | 1940         | Jean Roiron                                     | Rad.             | Propriétaire Maire de Saint-Just-de-Baffie, conseiller d'arrondissement                   |
|         |              |                                                 |                  |                                                                                           |
| 1942    | 1945         | André Chamoret (1890-1975)                      | Défense agricole | Cultivateur à Viverols Conseiller d'arrondissement Nommé conseiller départemental en 1942 |
|         |              |                                                 |                  |                                                                                           |
| 1945    | 1951         | Jean-Marie Fougerouse                           | Rad.-RGR         | Industriel (menuisier) Maire de Medeyrolles                                               |
| 1951    | 1958         | Pierre Chataing                                 | CNIP             | Médecin à Viverols                                                                        |
| 1958    | 1976         | Théophile Bordet                                | CNIP puis RI     | Agriculteur Maire de Sauvessanges (1952-1983)                                             |
| 1976    | 1994 (décès) | Pierre Herbecq                                  | RI puis RPR      | Magistrat Conseiller municipal de Viverols                                                |
| 1994    | 2001         | Michel Bravard                                  | PS               | Fonctionnaire Maire de Medeyrolles                                                        |
| 2001    | 2008         | Vincent Paccalin                                | RPR puis UMP     | Responsable sportif Maire de Viverols                                                     |
| 2008    | 2015         | Michel Bravard                                  | DVG              | Maire de Medeyrolles                                                                      |

### Conseillers d'arrondissement (de 1833 à 1940)
| Période                                  | Période      | Identité                        | Étiquette        | Qualité |
| ---------------------------------------- | ------------ | ------------------------------- | ---------------- | --- |
| 1833                                     | 1848         | Jean Joseph Vachier (1798-1877) |                  | Propriétaire à Viverols                                                                                     |
| 1848                                     | 1866 (décès) | Isaac Gimel                     |                  | Notaire à Viverols                                                                                          |
| 1866                                     | 1871         | Attale Imbert (1814-1894)       |                  | Notaire à Viverols                                                                                          |
| 1871                                     | 1877         | Benoit Gayard-Michon            |                  | Propriétaire à Viverols                                                                                     |
| 1877                                     | 1889         | Benoit Jean Baptiste Peloux     |                  | Notaire, maire de Viverols                                                                                  |
| 1889                                     | 1895         | Henri Isaac Gimel               | Républicain      | Notaire à Viverols                                                                                          |
| 1895                                     | 1902 (décès) | Jean-Baptiste Robert            |                  | Huissier, maire de Viverols                                                                                 |
| 1902                                     | 1906 (décès) | Benoit Julien Batisson          | Républicain      | Maire de Viverols                                                                                           |
| 24 fév.1907                              | 1910         |                                 |                  | |
| 1910                                     | 1919         | M. Muzard                       | Rad.             | Médecin |
| 1919                                     | 1922         | Louis Cornut                    |                  | Maire de Viverols                                                                                           |
| 1922                                     | 1931         | Jean Roiron                     | Rad.             | Propriétaire, maire de Saint-Just-de-Baffie                                                                 |
| 1931                                     | 1934 (décès) | Paul Pitavy                     |                  | Propriétaire à Sauvessanges                                                                                 |
| 1934                                     | 1940         | André Chamoret                  | Défense agricole | Agriculteur à La Tuilerie, Viverols                                                                         |
| 1940                                     |              |                                 |                  | Les conseils d'arrondissement ont été suspendus par la loi du 12 octobre 1940 et n'ont jamais été réactivés |
| Les données manquantes sont à compléter. |              |                                 |                  | |

## Composition
Le canton de Viverols regroupait 7 communes et comptait 1 867 habitants en 2012 (population municipale).
| Nom                  | Code Insee | Intercommunalité          | Population (dernière pop. légale) |
| -------------------- | ---------- | ------------------------- | --------------------------------- |
| Viverols (chef-lieu) | 63465      | CC Ambert Livradois Forez | 414 (2014)                        |
| Baffie               | 63027      | CC Ambert Livradois Forez | 114 (2014)                        |
| Églisolles           | 63147      | CC Ambert Livradois Forez | 262 (2014)                        |
| Medeyrolles          | 63221      | CC Ambert Livradois Forez | 110 (2014)                        |
| Saillant             | 63309      | CC Ambert Livradois Forez | 276 (2014)                        |
| Saint-Just           | 63371      | CC Ambert Livradois Forez | 164 (2014)                        |
| Sauvessanges         | 63412      | CC Ambert Livradois Forez | 496 (2014)                        |

## Démographie
| 1962  | 1968  | 1975  | 1982  | 1990  | 1999  | 2006  | 2011  | 2012  |
| ----- | ----- | ----- | ----- | ----- | ----- | ----- | ----- | ----- |
| 3 143 | 2 892 | 2 460 | 2 344 | 1 967 | 1 793 | 1 826 | 1 881 | 1 867 |